# Jacobaea gallerandiana
Jacobaea gallerandiana là một loài thực vật có hoa trong họ Cúc. Loài này được (Coss. & Durieu) Pelser mô tả khoa học đầu tiên năm 2006.